# Tour Victoria
Pour les articles homonymes, voir Tour Victoria (homonymie).
La tour Victoria (Victoria Tower) est une tour carrée située à l'extrémité sud-ouest du palais de Westminster à Londres, en Angleterre. Elle est nommée en l'honneur de la reine Victoria.
Avec 98,5 mètres (14 étages), elle est légèrement plus grande que sa célèbre voisine, la tour de l'Horloge (Clock Tower), 96,3 mètres et située à l'extrémité nord du palais. Cette dernière abrite Big Ben et fut renommée officiellement Elizabeth Tower à l'occasion du jubilé de diamant d'Élisabeth II en 2012.
La tour Victoria abrite les Archives Parlementaires (Parliamentary Archives (en)) des deux chambres parlementaires. Le nom actuel de l'institution a été adopté en 2006, date avant laquelle celle-ci était intitulée le Bureau de la Chambre des lords (House of Lords' Record Office).
Sur la tour Victoria se trouve un mât où, en général, le drapeau national flotte. Si le roi est dans le palais, l'étendard royal flotte au lieu.